# Tigerfibel

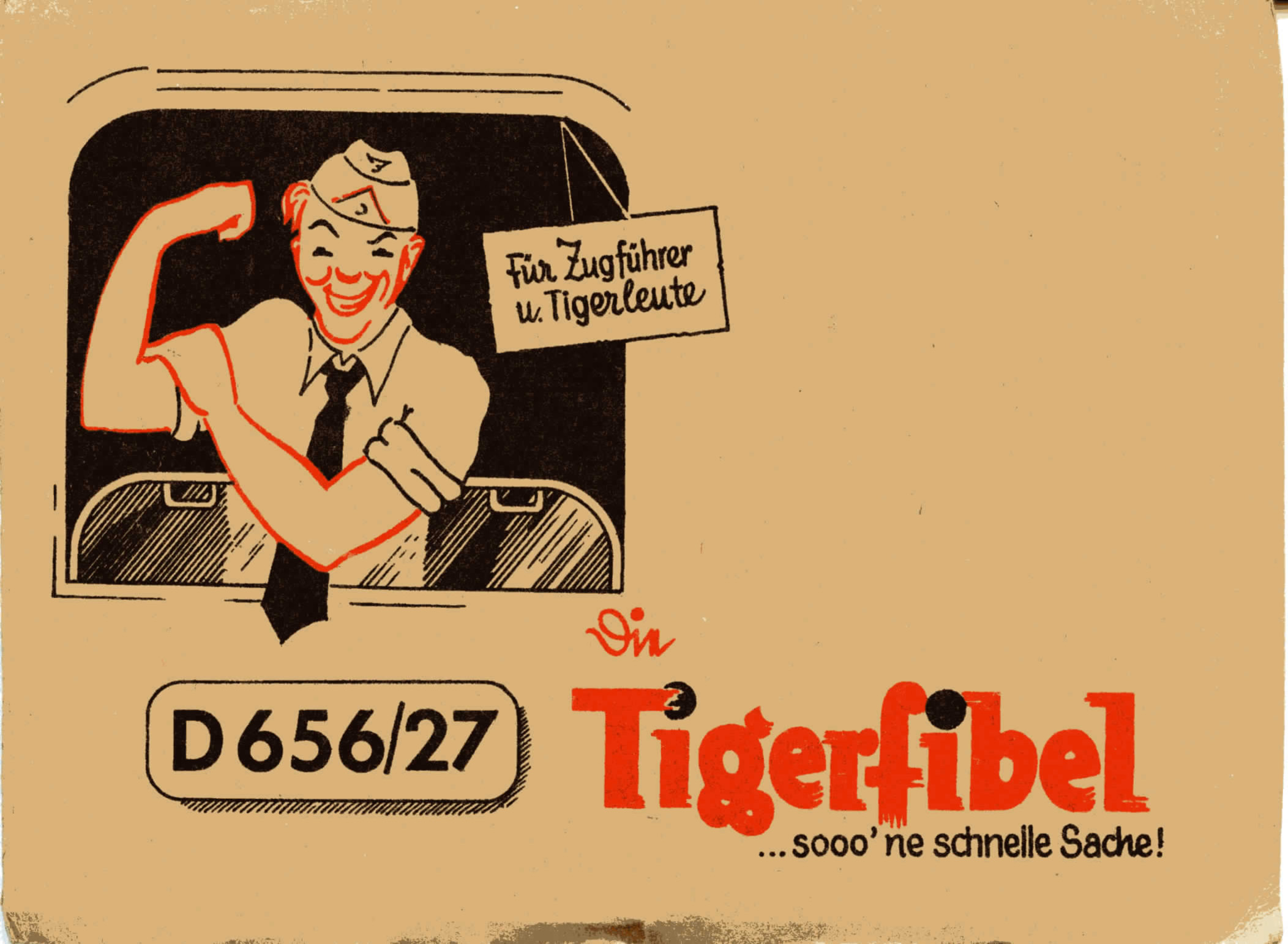
Okładka elementarza

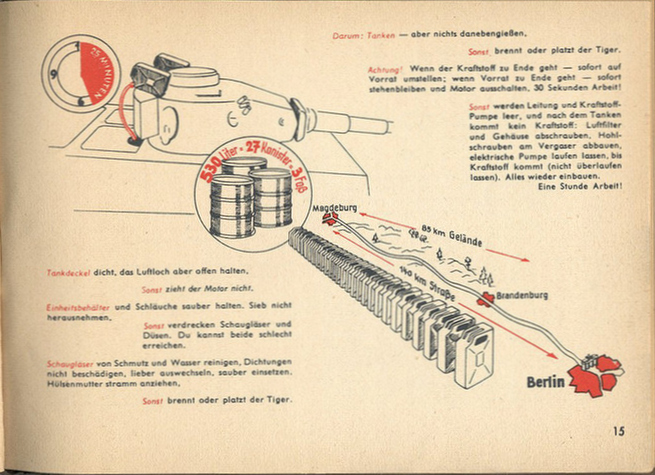
Jedna ze stronic elementarza poświęcona tankowaniu „Tygrysa”

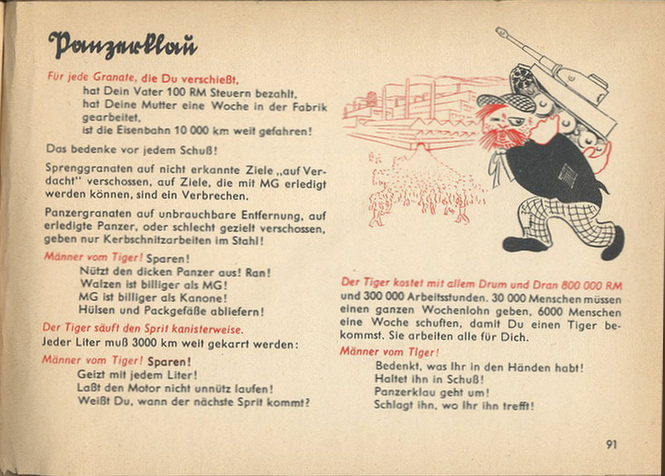
„Czołgowy rabuś”

Tigerfibel (pol. Elementarz Tygrysa) – niemiecki elementarz wykorzystywany do szkolenia załóg czołgu Panzerkampfwagen VI Tiger, wydany 1 sierpnia 1943 roku przez Generalnego Inspektora Wojsk Pancernych generała Heinza Guderiana jako D 656/27.

## Geneza
System uzbrojenia taki jak „Tygrys” wymagał obszernego materiału szkoleniowego. Podpułkownik Wehrmachtu Hans Christern, który był odpowiedzialny za szkolenie żołnierzy niemieckich sił pancernych, zlecił wykonanie elementarza swojemu koledze z pułku, porucznikowi Josefowi von Glatter-Götzowi, który to wybrał styl komiksowy gdyż uważał, że ilość ważnych, ale raczej suchych materiałów dydaktycznych można lepiej przekazać w atrakcyjnym i humorystycznym stylu. Koncepcja ta przekonała Christerna i dał Glatter-Götzowi swobodę w jej realizacji, co było wówczas niezwykłe. Język użyty w elementarzu to żargon wojskowy i dlatego był dobrze przyjmowany przez załogi czołgowe podczas szkolenia.

## Treść
W elementarzu znajdowały się szkice alegoryczne, rysunki techniczne, fotografie i karykatury oraz wiele krótkich, zapadających w pamięć wersetów i limeryków. Tematyka obejmowała szczegółowe informacje na temat „Tygrysa”, takie jak wymagania konserwacyjne i cechy charakterystyczne, wskazówki dotyczące strzelania, prowadzenia czołgu i obsługi radia. Choć Tigerfibel był dość nietypowy w porównaniu z jakimkolwiek podręcznikiem, którego używano wcześniej, to został zatwierdzony przez Wehrmacht i okazał się bardzo skuteczną pomocą szkoleniową.
Do każdego egzemplarza elementarza dołączano także zestaw rozkładanych dodatków, które mieściły się w kieszeni po wewnętrznej stronie tylnej okładki. Jeden z tych dodatków ukazywał czarno-białe fotografie różnych alianckich czołgów wraz z danymi dotyczącymi każdego pojazdu, aby pomóc załodze w rozpoznaniu go. Inne dodatki pokazywały graficznie, z jakiej odległości „Tygrys” może zostać przebity i z jakiej sam przebije pancerz między innymi amerykańskiego czołgu M4 Sherman czy radzieckiego czołgu T-34.

## Czołgowy rabuś
Na jednej ze stronic elementarza znajdowała się informacja o „czołgowym rabusiu” (niem. Panzerklau): 

Każdy nabój, którym strzelasz, kosztował Twego ojca 100 marek podatku, wymagał tygodnia pracy Twej matki w fabryce, kolej musiała przewieźć na odległość 10 000 km.
Pamiętaj o tym przy każdym strzale!
Strzelanie pociskami odłamkowymi do nierozpoznanych celów, „na wszelki wypadek”, lub do celów, które można zniszczyć ogniem km-u, to przestępstwo.
Strzelanie pociskami z głowicą pancerną na zbyt wielką odległość, do trafionych już czołgów, albo strzelanie niecelne powoduje wyłącznie rysy w stali!
Pancerniacy z Tygrysa! Oszczędzajcie!
Wykorzystujcie gruby pancerz! Taranujcie! Zgniatanie jest tańsze od ognia km-u! Km jest tańszy od armaty! Zwracajcie łuski i opakowania naboi!
Tygrys łyka paliwo całymi kanistrami. Każdy litr trzeba wozić na odległość 3000 km:
Pancerniacy z Tygrysa! Oszczędzajcie! Skąpcie każdego litra paliwa! Nie pozwalajcie, by silnik niepotrzebnie pracował! Czy to wiadomo, kiedy znów będzie można zatankować?
Tygrys wraz z całą swą zawartością kosztuje 800 000 marek i 300 000 godzin pracy. 30 000 ludzi musi wydać tygodniową pensję, a 6000 ciężko pracować przez cały tydzień, żebyś Ty mógł dostać Tygrysa. Oni wszyscy pracują dla Ciebie.
Pancerniacy z Tygrysa! Pamiętajcie, co macie w swych rękach! Miejcie to na uwadze! Czołgowy rabuś krąży! Walczcie z nim, gdzie tylko na niego traficie!